# Мордвиново (Гусь-Хрустальный район)
Мордвиново — деревня в Гусь-Хрустальном районе Владимирской области России, входит в состав муниципального образования «Посёлок Великодворский».

## География
Деревня расположена на берегу речки Дандур в 5 км на запад от центра поселения посёлка Великодворский и в 56 км на юг от Гусь-Хрустального.

## История
В XIX — начале XX века деревня входила в состав Парахинской волости Касимовского уезда Рязанской губернии, с 1926 года — в составе Гусевского уезда Владимирской губернии. В 1859 году в селе числилось 17 дворов, в 1905 году — 61 дворов, в 1926 году — 100 дворов.
С 1929 года деревня являлась центром Мордвиновского сельсовета Гусь-Хрустального района, с 1935 года — в составе Великодворского сельсовета Курловского района, с 1963 года — в составе Гусь-Хрустального района, с 1977 года — в составе Уляхинского сельсовета, с 2005 года — в составе муниципального образования «Посёлок Великодворский».

## Население
| 1859 | 1905 | 1926 | 2002 | 2010 | 2021 |
| ---- | ---- | ---- | ---- | ---- | ---- |
| 180  | ↗368 | ↗592 | ↘0   | ↗1   | ↗2   |